# 루이지 갈바니
루이지 알로이시오 갈바니(Luigi Aloisio Galvani, 1737년 9월 9일 ~ 1798년 12월 4일)는 이탈리아의 해부학자, 생리학자이다. 볼로냐에서 태어났다. 볼로냐 대학에서 신학과 의학을 공부하고, 후에 모교의 해부학 교수가 되었다. 1780년 해부한 개구리의 다리가 해부도에 닿자 경련이 일어남을 보았다. 그는 그것이 생체전기때문에 일어난 현상이라고 생각하고, 종류가 다른 금속들 사이의 전위차 때문에 일어난다고 한 알레산드로 볼타와 논쟁했다. 그것은 볼타로 하여금 전지를 발명하게 한 계기가 되었다. 그는 전기생리학, 전자기학의 발전에 크게 이바지했다.